# Summer Moved On (Live)
«Summer Moved On» (también llamado "Summer Moved On (Live)" para no confundir con el original, "Summer Moved On") es el último sencillo de a-ha. Será lanzado en Alemania por Universal Music Group el 25 de marzo de 2011.
Es el primer sencillo extraído del álbum/DVD en directo Ending on a High Note – The Final Concert que será lanzado en Alemania y Noruega por Universal el próximo 1 de abril.
Será lanzado en formato físico y en descarga digital. El sencillo en CD incluirá dos temas mientras que en formato digital las canciones estarán disponibles por separado.

## Temas
Las canciones son temas en directo extraídos del último concierto de a-ha en el Oslo Spektrum el 4 de diciembre de 2010.
| CD   |                   |                                       |          |  |
| N.º  | Título            | Escritor(es)                          | Duración |  |
| 1.   | «Summer Moved On» | Paul Waaktaar-Savoy                   | 4:57     |  |
| 2.   | «Scoundrel Days»  | Magne Furuholmen, Paul Waaktaar-Savoy | 4:20     |  |
| 9:17 |                   |                                       |          |  |